# Федеральная война
Федеральная война, также Великая война, Пятилетняя война (исп. Guerra Federal, Guerra Larga, o Guerra de los Cinco Años) — вооружённый конфликт в Венесуэле, носивший характер гражданской и партизанской войн, шедший в 1859—1863 годах между либералами-федералистами и консерваторами. По своим масштабам это был крупнейший конфликт на территории Венесуэлы после окончания войны за независимость.

## Ход войны
Конфликт возник как борьба за власть между консервативным правительством президента Хосе Тадео Монагаса и либеральной оппозицией во главе с Эсекиелем Саморой. Консерваторы, правившие страной, не желали проводить реформы. В результате такой политики правительства либералы выступили за предоставление провинциям более широкой автономии. В феврале 1859 года либералы-федералисты под предводительством сторонника социальной справедливости и равенства Эсекиеля Саморы подняли восстание в городе Коро, расположенном на северо-западе страны. Их поддержали крестьяне, а также городские бедняки и чернокожие, несмотря на отмену рабства в 1854 году продолжавшие использоваться в качестве рабов.
Несмотря на отсутствие централизованного командования, опираясь лишь на поддержку народа, в сентябре 1859 года, в ходе битвы при Сабана-де-ла-Крус, и в декабре того же хода, в ходе сражения при Санта-Инес, они нанесли тяжёлое поражение консерваторам. Затем либералы осадили Сан-Карлос в январе 1860 года. Осада длилась неделю, в ходе неё погиб Эсекиель Самора, и они должны были прорвать осаду. После смерти Саморы командование повстанческими силами принял Хуан Крисостомо Фалькон и начал наступление на город Валенсия с намерением взять его. Однако войска повстанцев были очень ослаблены после осады Сан-Карлоса, а консерваторы начали получать подкрепления, поэтому Фалькону несколько раз приходилось избегать боев с правительственными войсками и отходить в штат Апуре, чтобы дождаться подкрепления.
Наконец, 17 февраля 1860 года произошло сражение при Копле, в результате которого консерваторы под командованием генерала Леона де Фебреса Кордеро одержали победу. Федералисты смогли отойти в полном порядке, но с тяжелыми потерями. После этого поражения Фалькон разделил свою армию, чтобы вести партизанскую войну в разных частях страны, а сам двинулся сначала в Колумбию, а затем в другие страны Карибского бассейна, чтобы получить поддержку и подкрепление. Однако эти партизанские группы в большинстве случаев были разбиты преследовавшими их войсками правительства консерваторов.
В июне 1861 года федералисты потерпели ещё одно поражение в битве при Лос-Колорадос. Несмотря на это федеральная армия увеличилась и укрепилась благодаря подкреплениям и припасам, полученным Фальконом. В июле он снова вошел в Венесуэлу  и развернул широкомасштабные боевые действия.
22 ноября 1861 года группа представителей каракасской олигархии создала комиссию с целью просить о вмешательстве Великобритании для наведения порядка в стране в обмен на предоставление ей территории в Гвиане, против чего решительно выступил генерал Хосе Антонио Паэс, который в том же году был провозглашен диктатором.
Федералисты расширяли наступательные операции против правительственных войск и в течение 1862 года одержали несколько побед в Пурече, Эль-Корубо, Мапарари и в битве при Бучивакоа. В декабре состоялись безуспешные мирные переговоры. Между тем правительственные войска были ослаблены длительной партизанской войной и дезертирством тысяч солдат. Наконец, гражданская и экономическая усталость в сочетании с окончательным наступлением федералистов, окруживших Коро в апреле 1863 года, и неуспехи консерваторов в битве при Альто-Мирандинос, вынудили правительство созвать конференцию, чтобы положить конец войне. 
23 апреля 1863 года Гусман Бланко встретился с Педро Хосе Рохасом на асьенде Коче, недалеко от Каракаса, где они подписали договор, закрепивший победу либералов и положивший конец войне. 24 декабря 1863 года парламент избрал президентом Хуана Крисостомо Фалькона.

## Результаты
Это была самая масштабная, самая дорогостоящая по человеческим жертвам и самая продолжительная гражданская война в истории Венесуэлы. Около 300 000 человек погибли в боях, от голода или от болезней, вызванных войной, в то время, когда в стране проживало около 1,5 миллиона жителей.
Для крестьян, составлявших основную массу повстанческих войск, почти ничего не изменилось. Потому что после смерти Эсекиеля Саморы восстанием руководила коалиция помещиков, городской буржуазии и каудильо. При Фальконе либералы пожертвовали ради собственных интересов целями, за которые боролись крестьяне.